# Akcja Krüger

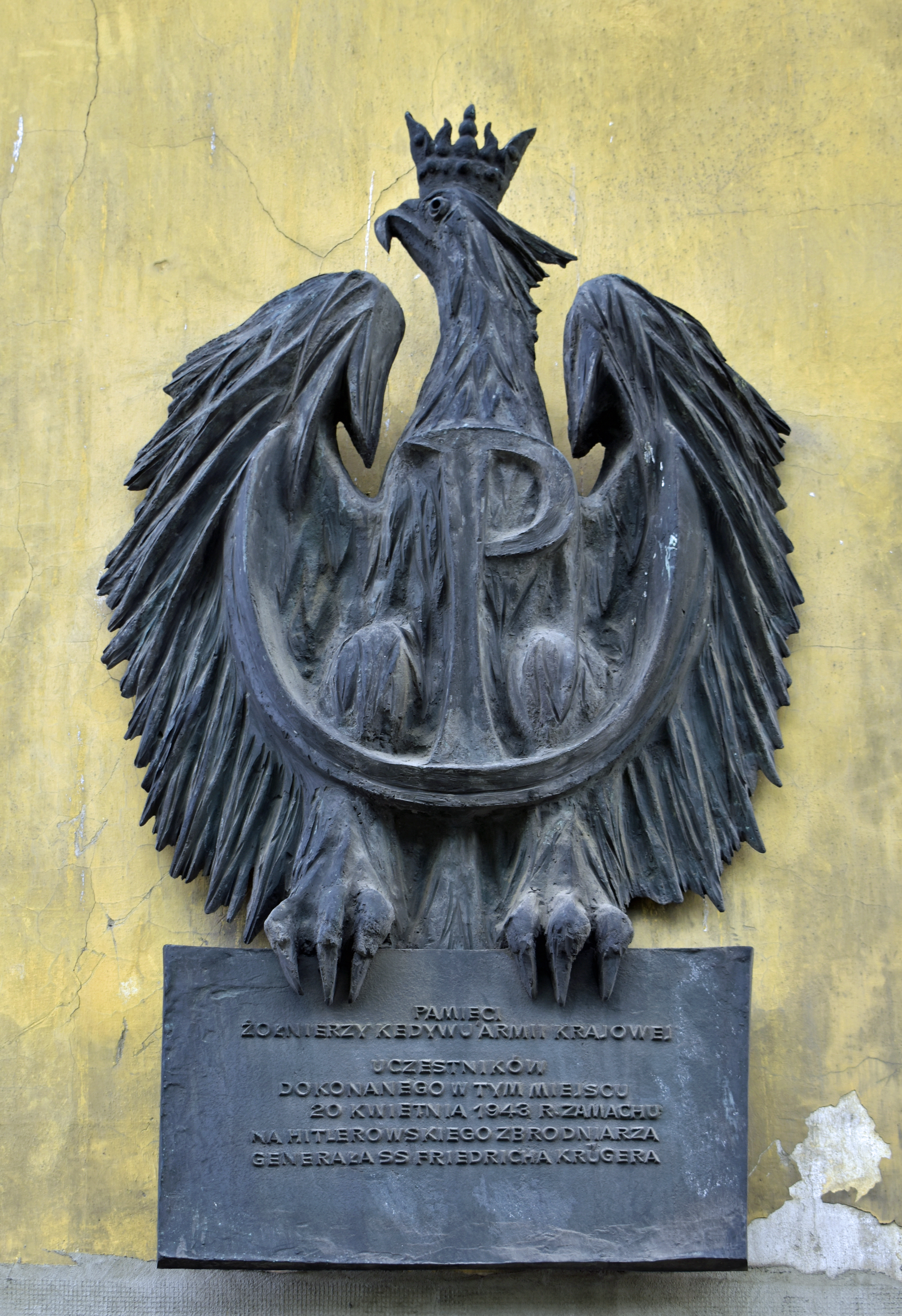
Tablica upamiętniająca uczestników akcji. Kraków al. Krasińskiego 13

Akcja „Krüger” – nieudany zamach na Wyższego Dowódcę SS i Policji w Generalnym Gubernatorstwie SS-Obergruppenführera Friedricha Wilhelma Krügera, który 20 kwietnia 1943 roku przeprowadzili w Krakowie żołnierze oddziału specjalnego Armii Krajowej „Osa”-„Kosa 30”.
Akcję przeprowadzono przy wylocie ul. Wygoda w al. Krasińskiego, nieopodal siedziby władz okupacyjnych na Wawelu. Samochód Krügera został obrzucony granatami, lecz SS-Obergruppenführer ocalał, choć niewykluczone, że został ranny. Żołnierze AK zdołali wycofać się bez strat z niemieckiej dzielnicy. Zamach na Krügera odbił się szerokim echem w okupowanej Polsce. Była to najsłynniejsza akcja oddziału „Osa”-„Kosa 30”.

## Geneza

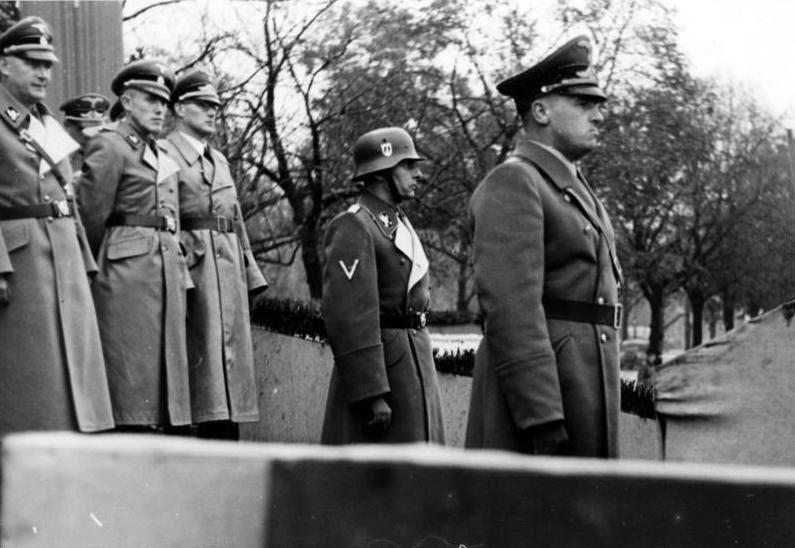
SS-Obergruppenführer Friedrich Wilhelm Krüger (drugi z prawej, w hełmie) podczas policyjnej defilady w Krakowie. Rok 1939

SS-Obergruppenführer i generał policji Friedrich Wilhelm Krüger należał do grona tzw. starych bojowników ruchu nazistowskiego. Od 4 października 1939 roku pełnił funkcję Wyższego Dowódcy SS i Policji w Generalnym Gubernatorstwie (Höherer SS- und Polizeiführer „Ost”), a w maju 1942 roku objął dodatkowo stanowisko sekretarza stanu do spraw bezpieczeństwa w „rządzie” Generalnego Gubernatorstwa. Tym samym został drugą osobą w hierarchii niemieckiego aparatu okupacyjnego w Polsce (po generalnym gubernatorze Hansie Franku). Był współodpowiedzialny za wszystkie zbrodnie na ludności polskiej i żydowskiej, które jednostki SS i policji popełniły na podległym mu obszarze.
Pod koniec 1942 roku dowództwo Armii Krajowej podjęło decyzję o likwidacji Krügera. Zadanie przeprowadzenia zamachu powierzono Organizacji Specjalnych Akcji Bojowych („Osa”-„Kosa 30”), tj. głęboko zakonspirowanemu oddziałowi dyspozycyjnemu Komendanta Głównego AK, do którego zadań należała m.in. likwidacja wysokich rangą dygnitarzy niemieckich i szczególnie okrutnych przedstawicieli aparatu okupacyjnego. Siedzibą Krügera był Kraków, stąd tamtejszy zespół bojowy „Osy”-„Kosy 30” był odpowiedzialny za przygotowanie i przeprowadzenie akcji.

## Przygotowania

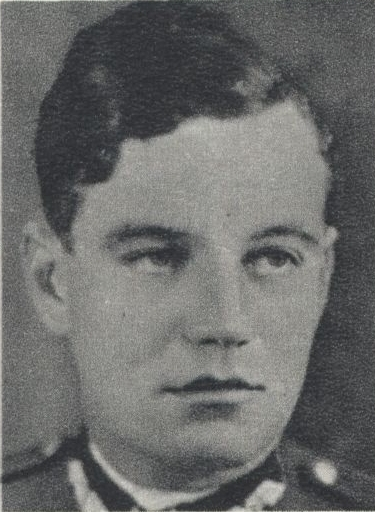
Edward Madej ps. „Felek”, dowódca krakowskiego ośrodka „Osy”-„Kosy 30”, dowódca akcji

Początkowo polski wywiad miał duże trudności z ustaleniem miejsca pracy i zamieszkania Krügera. Ten stan rzeczy uległ zmianie, gdy na początku 1943 roku do Krakowa przybył szef komórki wywiadowczej „Osy”-„Kosy 30”, ppor. Aleksander Kunicki ps. „Rayski”. Dzięki pomocy Feliksa Grochala, swojego przedwojennego znajomego, który był informatorem AK w szeregach polskiej policji kryminalnej, Kunicki zdołał ustalić, że SS-Obergruppenführer mieszka na Wawelu, a urzęduje w gmachu Akademii Górniczo-Hutniczej przy al. Mickiewicza. Dowiedział się ponadto, że Krüger porusza się po mieście otwartym mercedesem, w którym towarzyszą mu kierowca i adiutant. W trakcie dalszego rozpoznania żołnierze zespołu krakowskiego ustalili, że Krüger przemieszcza się pomiędzy Wawelem, a swoim biurem jedną z trzech wybieranych ad hoc tras. Ustalono ponadto, że wyjeżdża do pracy około godziny 10:00 rano, natomiast godziny powrotu na Wawel pozostają bardzo nieregularne. Dodatkowym utrudnieniem dla zamachowców była okoliczność, iż Krüger stosunkowo często wyjeżdżał na inspekcje poza miasto.
Plan akcji opracował dowódca krakowskiego ośrodka „Osy”-„Kosy 30” por. Edward Madej ps. „Felek”. Ze względu na fakt, iż wyjazd z Wawelu był jedynym stałym punktem w planie dnia Krügera, „Felek” zdecydował, że zamach zostanie przeprowadzony w godzinach porannych. Jako miejsce akcji wskazał natomiast wylot ul. Wygoda w al. Krasińskiego. Był to rejon, w którym znajdowały się siedziby licznych niemieckich instytucji, a  wiele mieszkań prywatnych pozostawało zajętych przez funkcjonariuszy aparatu okupacyjnego, stąd w niektórych źródłach tę okolicę określa się mianem „dzielnicy niemieckiej”. Plan akcji przewidywał, że samochód Krügera zostanie obrzucony granatami, przy czym w drodze losowania ustalono, że dokonają tego dwaj najmłodsi żołnierze zespołu krakowskiego – dziewiętnastoletni Tadeusz Battek ps. „Góral” (instruktor harcerski z Wadowic) i osiemnastoletni Andrzej Jankowski ps. „Jędrek” (harcerz z Gorlic). „Felek” miał zasygnalizować pojawienie się samochodu Krügera, następnie sygnał ten powinni powtórzyć ppor. Jerzy Kleczkowski ps. „Jurek” i por. Tadeusz Klemens Wojs ps. „Stanisław”. Ten ostatni wraz z por. Julianem Krężlem ps. „Karol Bogusław” miał także ubezpieczać wykonawców.
Granaty konspiracyjnej produkcji („filipinki”), których siłę wybuchu specjalnie zwiększono na potrzeby tej akcji, przywiozła z Warszawy do Krakowa łączniczka Aleksandra Sokal ps. „Władka”. Posługiwała się ona fałszywymi dokumentami wystawionymi na nazwisko Evi Köhler (według Aleksandra Kunickiego towarzyszyła jej łączniczka Irena Klimesz ps. „Bogna”).
Pierwsze wystawienie akcji miało miejsce 6 kwietnia 1943 roku. Polscy żołnierze bez przeszkód zajęli wyznaczone stanowiska, lecz nie doczekali się przyjazdu Krügera. Nie zaobserwowano go także przez następnych dziesięć dni. Dopiero 17 kwietnia Feliks Grochal dowiedział się, że Krüger przebywał w tym czasie poza miastem. Ustalił ponadto, że 20 kwietnia w Krakowie odbędą się uroczystości z okazji urodzin Adolfa Hitlera, w których SS-Obergruppenführer na pewno weźmie udział.

## Przebieg akcji
20 kwietnia o godzinie 7:30 uczestnicy akcji zebrali się na pl. Kossaka, a pół godziny później zajęli wyznaczone stanowiska. „Góral” i „Jędrek”, bezpośredni wykonawcy, stanęli przy wylocie ul. Wygoda w al. Krasińskiego, nieopodal gmachu szkoły im. św. Jana Kantego, którą Niemcy zamienili na magazyny SS. Obaj trzymali w rękach duże bukiety kwiatów, w których ukryte były granaty. Pozostali żołnierze rozstawieni byli następująco: „Felek” – ul. Powiśle, „Jurek” – pl. Kossaka, „Stanisław” – róg ul. Wygoda i pl. Kossaka. Plan przewidywał, że szósty żołnierz, „Karol Bogusław”, zajmie stanowisko na ul. Wygoda. Tego dnia nie uzyskał on jednak zwolnienia z pracy i w rezultacie nie wziął udziału w akcji.
Zamachowcy oczekiwali na stanowiskach przez niemal dwie godziny. Udało im się jednak nie zwrócić uwagi Niemców. O godzinie 9:48 „Felek” ujrzał samochód Krügera, który minąwszy skrzyżowanie z ul. Straszewskiego zmierzał Powiślem w kierunku pl. Kossaka. Wówczas dowódca akcji wyciągnął chusteczkę z kieszeni, dając umówiony sygnał „Jurkowi”, ten natomiast zaalarmował pozostałych żołnierzy. Chwilę później pojazd skręcił z ul. Zwierzynieckiej w al. Krasińskiego. Gdy znajdował się w odległości około 30 metrów od wylotu Wygody, „Stanisław” wydał komendę „Rzucać!”. Plan przewidywał, że „Góral” i „Jędrek” wrzucą „filipinki” pod maskę oraz bezpośrednio do wnętrza samochodu. Niespodziewanie jednak kierowca gwałtownie przyspieszył, na skutek czego granaty wybuchły tuż za mercedesem. Eksplozja była tak silna, że w jezdni powstał duży lej, a w okolicznych domach z okien wyleciały szyby. Niemniej samochód Krügera ocalał i przejechawszy jeszcze kilkanaście metrów zatrzymał się przy krawężniku. Tymczasem Niemcy przebywający w okolicznych budynkach otworzyli gwałtowny ogień do zamachowców. Polscy żołnierze byli zmuszeni przystąpić do natychmiastowego odwrotu.
„Góral”, „Felek” i „Jurek” zdołali bez przeszkód oddalić się z miejsca akcji. Bardziej dramatyczny przebieg miała natomiast ucieczka „Jędrka”. Ranny w rękę odłamkiem „filipinki” stracił orientację w terenie i wbiegłszy w ul. Retoryka, zderzył się z oficerem Wehrmachtu. Doszło do szamotaniny, którą przerwał dopiero „Stanisław”, zabijając Niemca strzałem z pistoletu. Ostatecznie obu żołnierzom udało się bezpiecznie dotrzeć do konspiracyjnych kryjówek.
Prasa podziemna niemal natychmiast doniosła o zabiciu Krügera . W rzeczywistości SS-Obergruppenführer przeżył jednak zamach. W raporcie, który jeszcze tego samego dnia złożył Reichsführerowi-SS Heinrichowi Himmlerowi, informował, że nie odniósł obrażeń, co więcej „natychmiast puścił się w pogoń za dwoma młodzieńcami” . Przez pewien czas nie pokazywał się jednak publicznie, stąd polscy historycy przypuszczali, że mógł zostać ranny w czasie zamachu . Nie jest jednak możliwe jednoznaczne potwierdzenie tej hipotezy.

## Epilog
Zamach na Krügera był najsłynniejszą akcją oddziału „Osa”-„Kosa 30”. Szeroko informowała o nim prasa konspiracyjna oraz alianckie rozgłośnie radiowe. Polscy historycy podkreślali, że akcja, choć zakończona niepowodzeniem, przyniosła istotne skutki moralne i psychologiczne. Zamach na „osobę nr 2” w Generalnym Gubernatorstwie, przeprowadzony w niewielkiej odległości od siedziby władz okupacyjnych na Wawelu, pozbawił bowiem sfery niemieckie poczucia bezpieczeństwa, skompromitował Gestapo, a także wywarł wielkie wrażenie w polskim społeczeństwie.
Wkrótce po zakończeniu akcji zamachowcy ewakuowali się z Krakowa, po czym różnymi drogami dotarli do Warszawy. W ten sposób de facto przestał istnieć krakowski zespół „Osy”-„Kosy 30”. Tymczasem Gestapo podjęło intensywne śledztwo, które początkowo nie przyniosło jednak żadnych rezultatów. Dopiero po kilku tygodniach Niemcom udało się ustalić, że 5 czerwca 1943 roku w kościele św. Aleksandra na pl. Trzech Krzyży w Warszawie odbędzie się ślub z udziałem ważnych osobistości polskiej konspiracji, w tym osób odpowiedzialnych za zamachy na Krügera i berliński dworzec kolejowy. Wskazanego dnia Gestapo otoczyło kościół i aresztowało niemal wszystkie przebywające w nim osoby, w tym około 25 żołnierzy „Osy”-„Kosy 30”, którzy wbrew wszelkim zasadom konspiracji wzięli udział w ślubie kolegi. W gronie zatrzymanych znaleźli się m.in. Tadeusz Battek i Andrzej Jankowski oraz łączniczka Aleksandra Sokal. Ta ostatnia, brutalnie torturowana, już około 20 czerwca popełniła samobójstwo w siedzibie warszawskiego Gestapo w al. Szucha. „Góral” i „Jędrek” wraz z dwunastoma innymi żołnierzami zostali 17 września rozstrzelani w ruinach getta warszawskiego.
Edward Madej i Jerzy Kleczkowski zostali przypadkowo aresztowani w Warszawie w grudniu 1943 roku. Obu rozstrzelano w egzekucji ulicznej 10 lutego 1944 roku. Tadeusz Klemens Wojs i Julian Krężel przeżyli wojnę.
Krüger pełnił funkcję HSSPF „Ost” jeszcze przez kilka miesięcy. Z powodu konfliktu z Hansem Frankiem został w listopadzie 1943 roku odwołany z Krakowa. W późniejszym okresie piastował różne stanowiska w strukturach SS, m.in. był członkiem osobistego sztabu Himmlera, dowodził 6 Dywizją Górską SS „Nord”, a następnie V Korpusem Górskim SS. Prawdopodobnie popełnił samobójstwo około 10 maja 1945 roku.